# 蒂瓦特

蒂瓦特市鎮在黑山的位置

蒂瓦特是黑山蒂瓦特市鎮内的城市及行政中心，位于科托尔湾畔，面积46平方公里，人口9,467人（2003年）。

## 交通
蒂瓦特機場位處三公里以外，為服務該市的主要機場。其亦為蒙特內哥羅境內的兩個主要國際機場(另一為波德里查國際機場)。全年有定期航班飛往貝爾格勒，逢夏季則常有來自歐洲各國的季節性航班。

## 友好城市
- 意大利奇维塔韦基亚
- 塞尔维亚斯雷姆斯基卡尔洛夫齐